# Gemeindehäuser der Kirche Jesu Christi der Heiligen der Letzten Tage in Wien

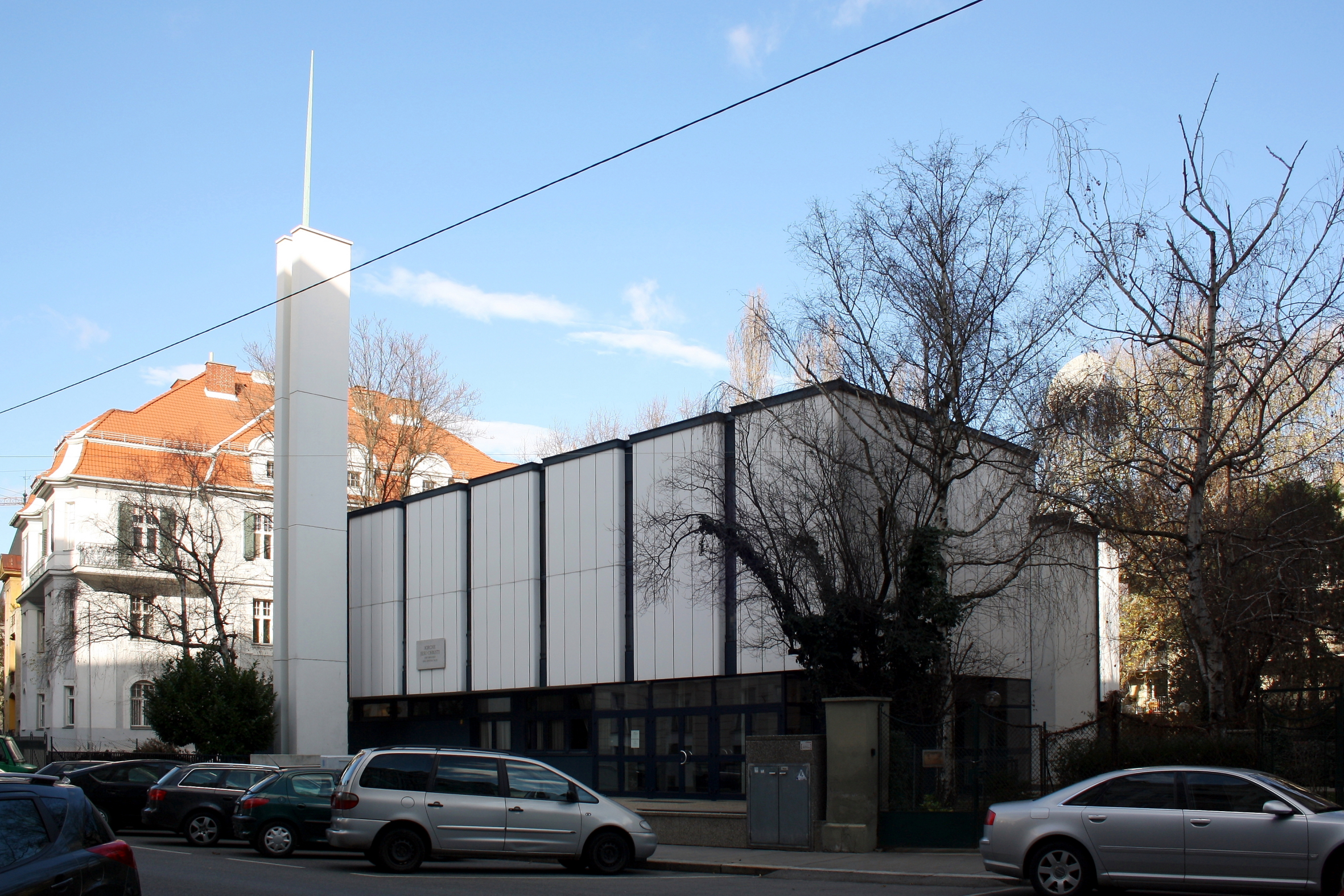
Das Gemeindehaus in der Böcklinstraße

Die Kirche Jesu Christi der Heiligen der Letzten Tage (Mormonen) besitzt in Wien vier Gotteshäuser, das älteste davon im 2. Wiener Gemeindebezirk, das auch der offizielle Sitz der Kirche in Österreich ist.

## Gemeindehaus Böcklinstraße
Das Gemeindehaus in der Leopoldstadt (Böcklinstraße 55) wurde von 1960 bis 1963 nach den Plänen des Architekten Werner Schröfl erbaut. Es war die erste Kirche der Gemeinschaft in Wien, nachdem 1949 die ersten zwei Missionare der Kirche aus Idaho (USA) nach Wien gekommen waren und die Mormonen 1955 in Österreich die staatliche Anerkennung erhalten hatten. Zunächst suchte die wachsende Gemeinde nach einem Haus, das sie umbauen wollte, entschied sich jedoch für den Kauf des Grundstücks in der Böcklinstraße, um einen Neubau zu errichten. Er wurde am 5. November 1961 anlässlich eines Besuches von Präsident Henry D. Moyle geweiht, obwohl das Gebäude noch nicht vollendet war.

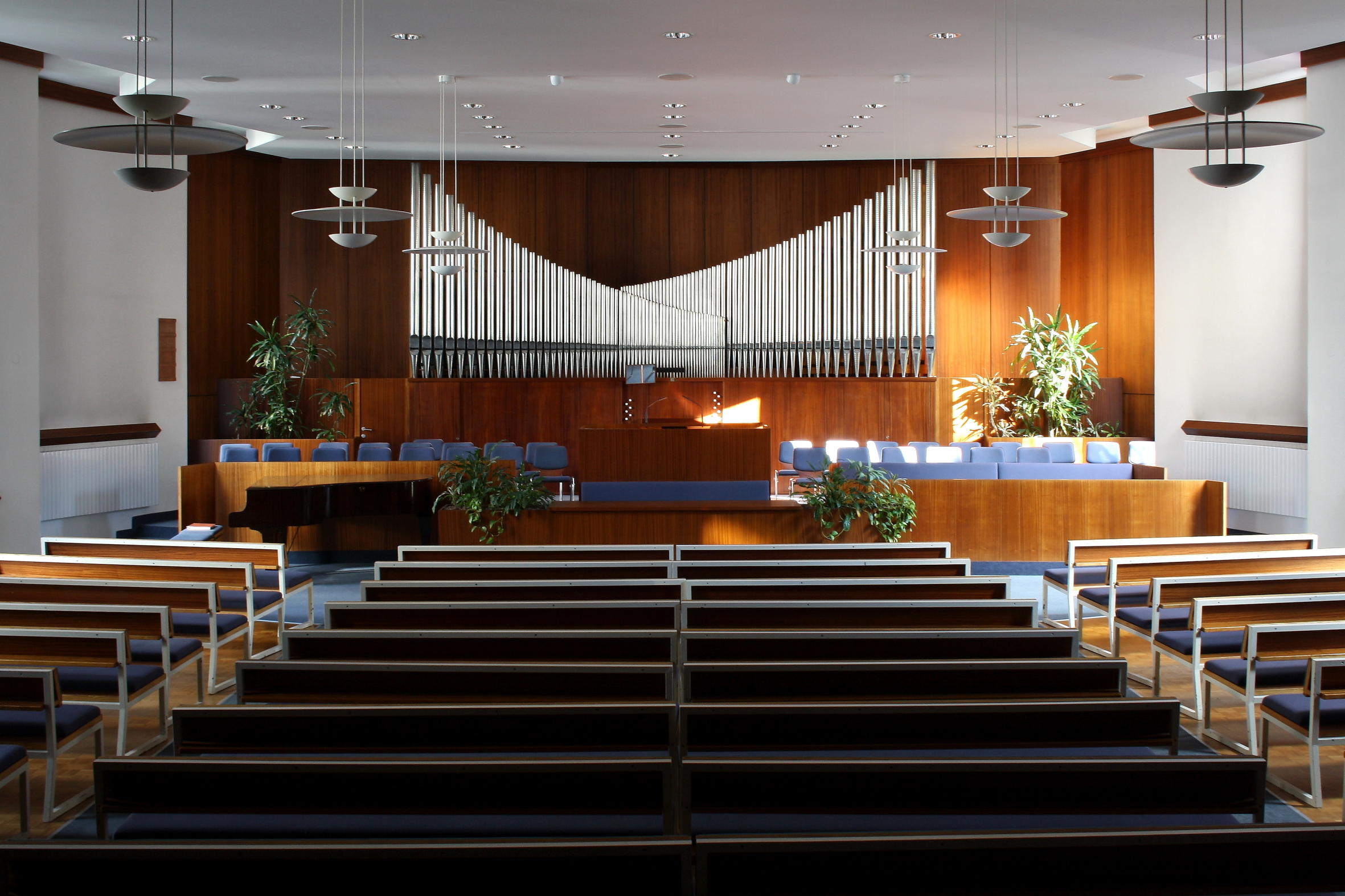
Die Kapelle im Gemeindehaus in der Böcklinstraße

Der Versammlungssaal ist mit einer Walcker-Orgel ausgestattet.
Der Bau beherbergt das Pfahlzentrum des Pfahles Wien (ein Pfahl ist vergleichbar mit einer Diözese) und stellt das Versammlungshaus der Gemeinde Wien-Leopoldstadt dar.
Untergebracht ist hier ebenso eine öffentlich zugängliche Genealogie-Forschungsstelle.

## Gemeindehaus Silbergasse

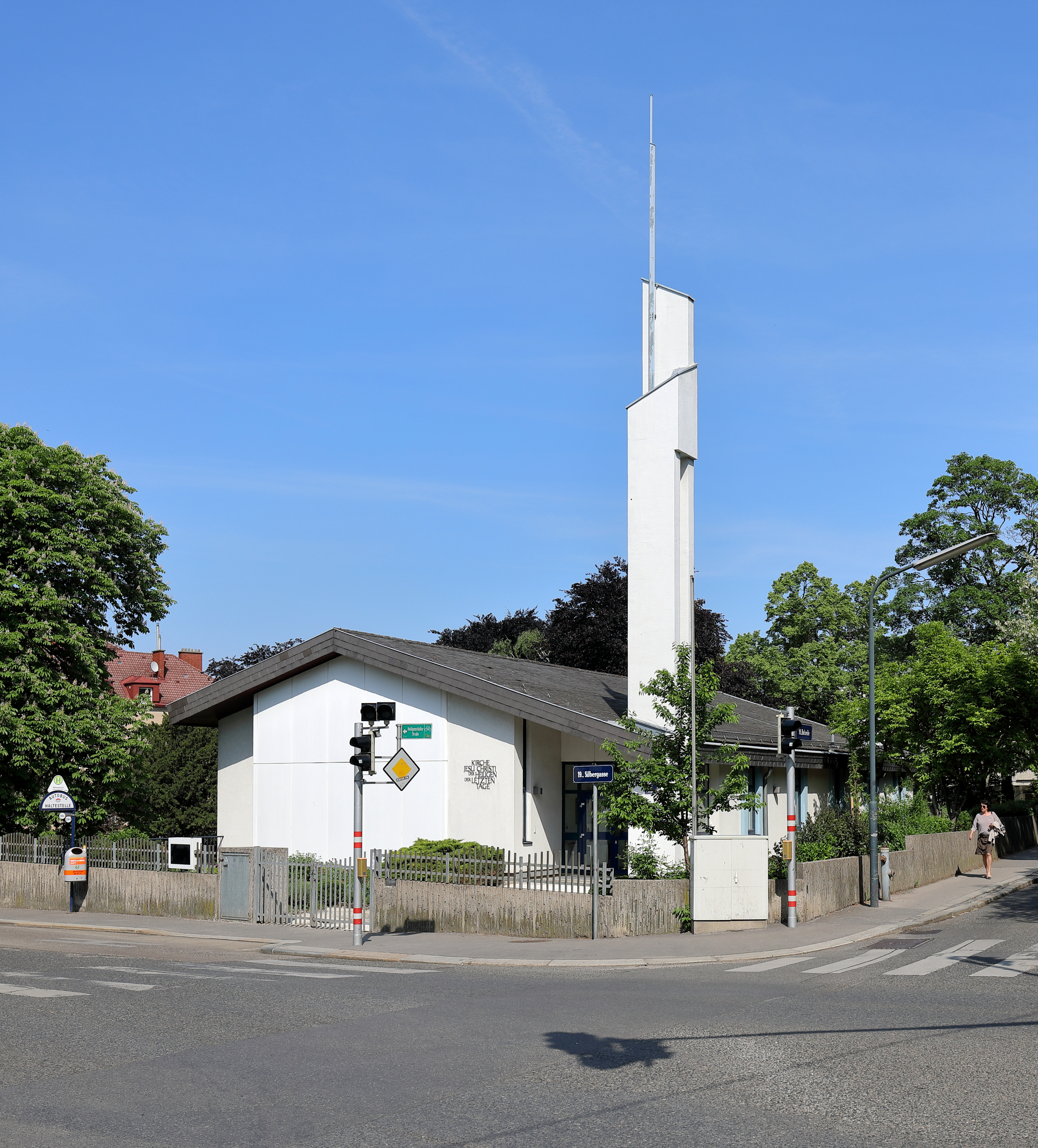
Das Gemeindehaus in der Silbergasse

Ein weiteres Gemeindehaus gibt es in der Silbergasse im 19. Wiener Gemeindebezirk Döbling. Die weiß gestrichene Kirche mit einer schlichten Betonbau-Architektur wurde um 1975 errichtet. Diese Schlichtheit und Helligkeit kommt auch im Inneren zum Tragen: Festsaal, Vortragssaal und Gruppenräume sind hell und simpel in ihrer Funktionalität. Der einzige Raum, der sich ein wenig abhebt, ist jener mit dem Taufbecken in hellblauem Mosaik. Dieses Gebäude ist der Versammlungsort der Gemeinde Wien-Döbling (Versammlungen auf Englisch).

## Gemeindehaus Gregorygasse

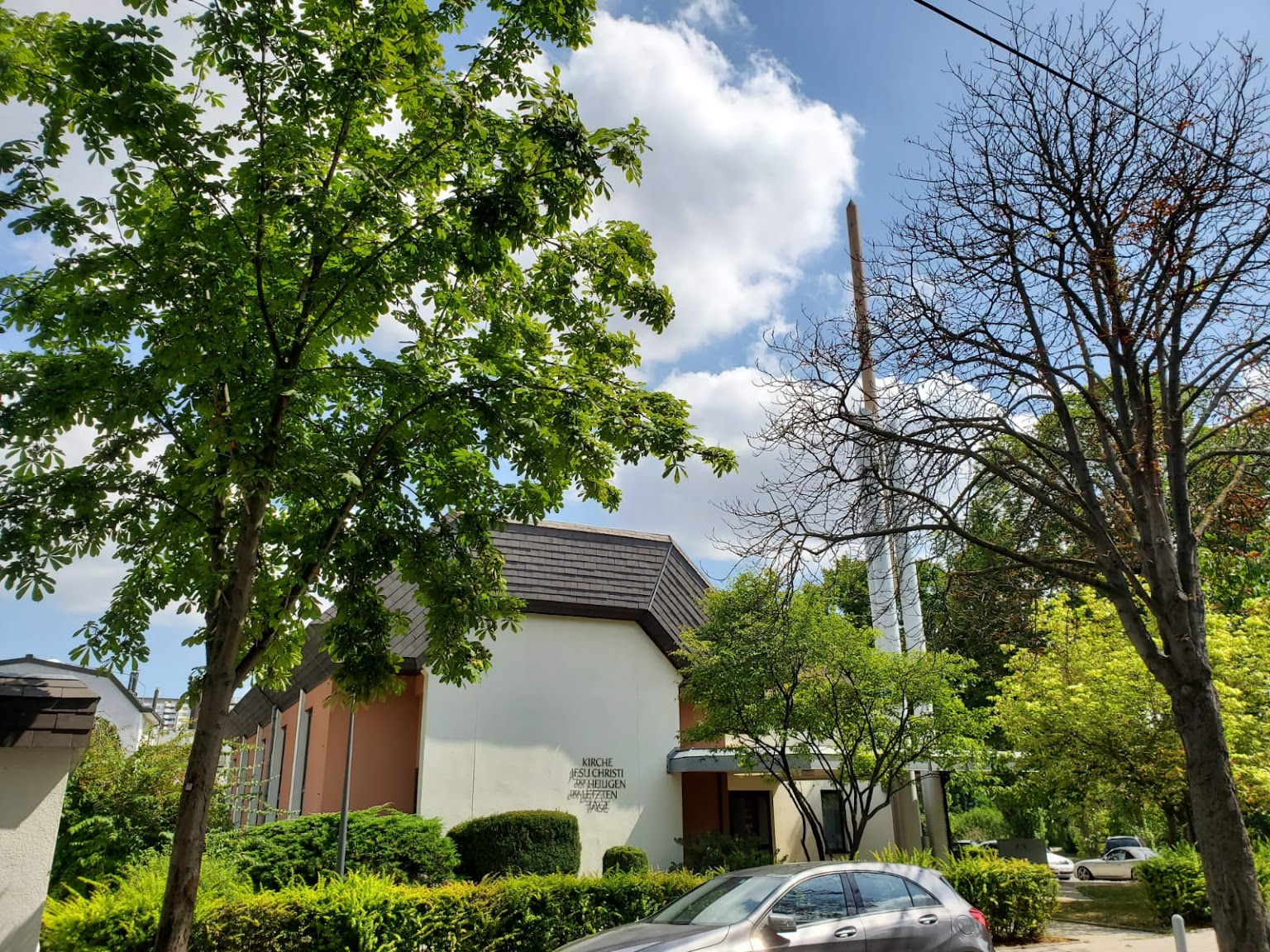
Das Gemeindehaus in der Gregorygasse

Das dritte Gemeindehaus in Wien befindet sich in der Gregorygasse 29. Dieses Gebäude in Liesing ist der Versammlungsort der Gemeinde Wien-Liesing.

## Gemeindehaus Elfingerweg

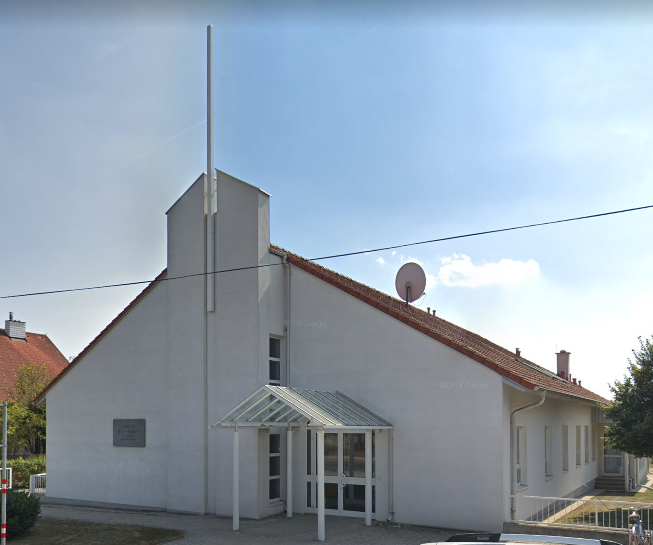
Das Gemeindehaus am Elfingerweg

Das vierte und aktuell jüngste Gemeindehaus in Wien steht an der Stadtgrenze von Wien zu Gerasdorf am Elfingerweg 2A. Dieses Gebäude ist der Versammlungsort der Gemeinde Gerasdorf.